# Maia Weintraub
Maia Mei Weintraub, född 24 oktober 2002, är en amerikansk fäktare som tävlar i florett.

## Karriär
Maia Weintraub ingick i det amerikanska laget som vid olympiska sommarspelen 2024 tog guld i florett.